# Патара-Джихаиши
Патара-Джихаиши (груз. პატარა ჯიხაიში) — село в Грузии, на территории Хонийского муниципалитета края (мхаре) Имеретия.

## География
Село находится в западной части Грузии, к востоку от реки Цхенисцкали, на расстоянии 8 километров к юго-западу от города Хони, административного центра муниципалитета. Абсолютная высота — 80 метров над уровнем моря.

## Население
По результатам официальной переписи населения 2014 года, в Патара-Джихаиши проживало 503 человека (255 мужчин и 248 женщин). В национальной структуре населения грузины составляли 99,6 %, армяне — 0,4 %.
| Год  | Население, человек |
| ---- | ------------------ |
| 2002 | 659                |
| 2014 | ↘ 503              |